# IBM J9
IBM J9は、IBMによって開発されたJava仮想マシン。同社のWebSphere製品や、DB2製品の標準VMとして利用されている。IBMは元々Java2対応のJDKを提供しており、チューニングされたclassic VMを同梱していたが、Java 5準拠のJDKを提供するにあたって新たにVMを開発し、IBM J9 VMと命名した。
IBMはJavaOne 2016でJ9をオープンソース化する計画を発表し、その後J9はEclipse Foundationに寄贈され、Eclipse OpenJ9に改称して公開された。

## GCポリシー
以下のようなポリシーが提供されている。
optthruput
ヒープに新たなオブジェクトの割り当てができなくなった時点でGCを行う。スループットに優れるが、stop-the-world (STW) の発生時間が長い。2.6より前までのデフォルトポリシー。
optavgpause
アプリケーションスレッドの中で少しずつマークを行い、ヒープの空きがなくなることを予測するとGCを行う。事前処理によってoptthruputより、スループットは減少するが、STWの時間は抑制される。
gencon
世代別GC。New世代 (nursery) とOld世代 (tenure) の領域にヒープを分割し、通常はnurseryに対してGC (scavenger) を行う。nurseryはヒープ全体の一部分であるため、scavenger時はSTW時間を大幅に削減することが可能となる。ただし、scavengerはcopy gc方式を採用しておりメモリ空間としては無駄が存在する。v2.6からデフォルトで選択されるポリシーとなった。
subpool
AIXのみで有効となるGC方式。大量のオブジェクトを生成する際にパフォーマンスを発揮する。
blanced - v2.6以降
ヒープを一定サイズで分割し、各々の領域に対してGCの必要性を判断、選択された領域に対してのみGCを行う。global gcが大幅に抑制されるが、大規模ヒープに最適化した方式であるため、小規模なヒープでの動作には向いていない。

## 診断用ツール
トラブル診断用のツールが豊富に用意されている。
以下はJVMの起動オプションを付与するだけで利用可能となっている。
dump agents
例外の発生時といったイベントをトリガーに、javadumpを出力したり、外部ツールを呼び出す機能。
シグナル受信時やOutOfMemoryError発生時にjavadumpを出力する機能は、この機能により実装されている。
method trace
メソッドの呼び出しや終了、呼び出しの引数などをトレースする機能。

## 採用
IBM SDK
IBM社の製品プロダクトに同梱される形で提供される他に、IBM Developerからの単体ダウンロードも可能となっている。
OpenJDK
OpenJDKディストリビューションの一つであるAdoptOpenJDKがOpenJ9ビルドを配布していた。2021年、AdoptOpenJDKはEclipse Adoptiumへ移行し、それにともないOpenJ9ビルドの提供を終了した。
IBM Semeru Runtimes
AdoptOpenJDKによるOpenJ9ビルド提供終了を受けて、IBMはOpenJDKのOpenJ9ビルドSemeru Runtimesを提供開始した。